# Cratere Saikaku

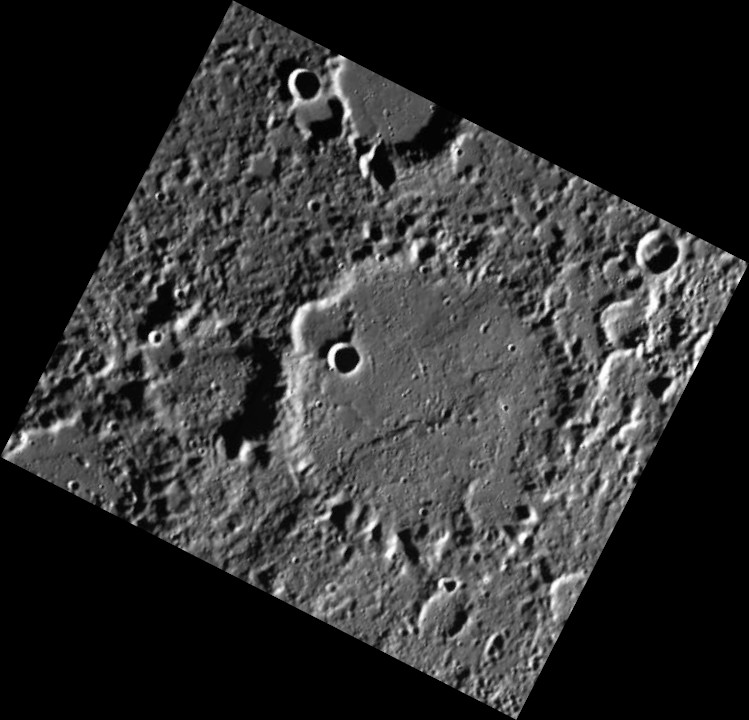
Una mappa digitale del cratere Saikaku su Mercurio

Saikaku  è un cratere sulla superficie di Mercurio.